# Manningham, England
Manningham är en stadsdel i Bradford, i distriktet Bradford, i grevskapet West Yorkshire, i England. Denna ward hade 20 545 invånare år 2021. Manningham var en civil parish från 1866 till 1898 då den blev en del av Bradford. Denna civil parish hade 45 051 invånare år 1891.